# Platygaster urnicola
Platygaster urnicola är en stekelart som beskrevs av Yamagishi 1980. Platygaster urnicola ingår i släktet Platygaster och familjen gallmyggesteklar. Inga underarter finns listade i Catalogue of Life.